# 泛欧野餐

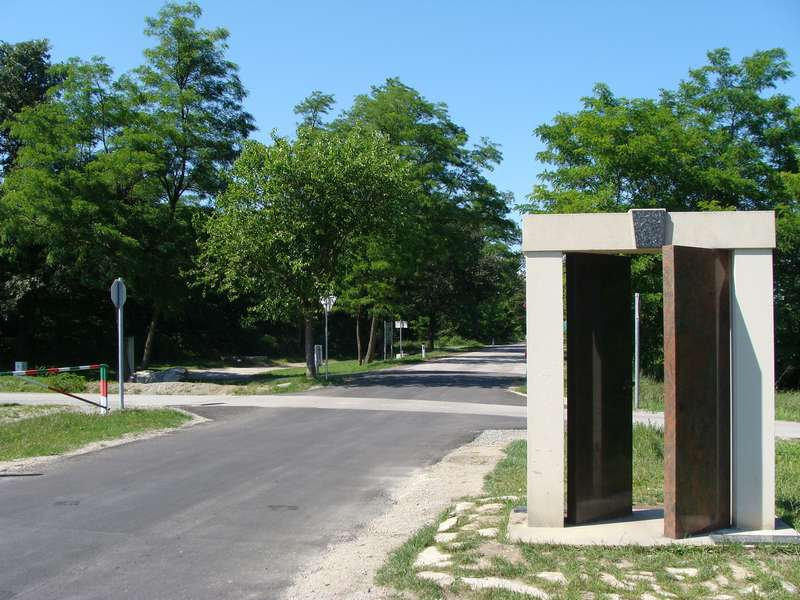
事件發生所在地:奧匈邊境

泛欧野餐是1989年8月19日在匈牙利索普隆市附近的奥匈边境上举行的一次和平示威活动。

## 事件经过
经两国同意，奧地利布尔根兰州的圣马加雷滕和匈牙利索普隆科西达之间的老普雷斯堡大路上的边境大门象征性地开放三小时。在此之前，当时的奥地利外交部长阿洛伊斯·莫克和匈牙利外交部长霍恩·久洛已于1989年6月27日在同一地点象征性地一起割断边界隔离网，以强调匈牙利于1989年5月2日开始的边境监察设施的拆除。
600多名东德人在此之前通过组织者散发的传单得知这一活动，利用这一短暂的铁幕开放的时机逃往西方。在活动开始之前，匈牙利的边防士兵收到了来自匈牙利内政部的命令，不要介入活动，并且活动当天不能携带武器。 
此外，几千名东德人在较远的地方等待越境的机会，但他们不相信边界会开放，不相信能够逃过去，因为大家都知道1953年东德起义、1956年匈牙利革命和布拉格之春的后果。正因为如此，当天通过边境进入西方的人数仅数百人。此后的几天，匈牙利政府命令加强西面边境的看守，只有较少数人能够成功逃走。实际之所以较少人成功逃走，是因为当时匈牙利的边防士兵通知前来的东德人去获取由西德外交官签发的西德护照。这些西德外交官在匈牙利境内隐蔽地为东德人签发西德护照。因此，为了获得西德护照，并等待事件进一步的发展，许多东德人暂时在匈牙利逗留。同时，匈牙利政府相关部门也从下往上等待高层与苏联的决定。直到1989年9月11日匈牙利向东德人以及东欧各国人民彻底开放边境。这是冷战开始之后东欧国家第一次公开地开放边境，这标志了铁幕崩溃的开始。在边境开放后短短幾个月的时间里，共有超过70,000东欧人通过匈牙利逃亡西欧。
泛欧野餐是东德结束、两德统一过程中一块重要的里程碑。每年的8月19日，在当年突破边境的地点都会举行纪念活动。
泛欧野餐的组织者是匈牙利反对党「匈牙利民主论坛」的成员及欧洲联邦统一运动组织國際泛欧联盟，倡导人是泛欧联盟主席、巴伐利亚基督教社会联盟欧洲议员、奧匈帝國末代皇太子奥托·冯·哈布斯堡，和匈牙利國務部长、改革家易姆勒·波兹盖(Imre Pozsgay)，泛欧联盟的秘书长娃尔布佳·哈布斯堡·道格拉斯象征性地割断了铁丝网。
東德領導人埃里希·昂纳克就泛欧野餐向《每日镜报》发表如下声明：“哈布斯堡當局把传单发到波兰，邀请东德的度假者前去野餐。当他们去了以后，有人送给他们礼物、食物和西德马克，接着便说服了他们到西方去。”

## 纪念碑
在当年逃亡者突破的边界大门原址上，现竖立着一位匈牙利艺术家的纪念作品——开放的门。 
1996年，在索普隆附近的费尔特拉科什立起一座加布里埃拉·冯·哈布斯堡（奧托·馮·哈布斯堡的女兒）的10米高的不锈钢雕塑，它象征了竖起的刺铁丝网，从远处看成十字形状。